# Podocarpus sprucei
Podocarpus sprucei es una conífera de la familia Podocarpaceae, endémica de los bosques de Ecuador y Perú.

## Descripción
Árbol de hasta 20 m de altura (más pequeño en las elevaciones más altas), con corteza escamosa de color marrón rojizo. Hojas elípticas a lineales, verde oscuro, rígidas, de 2–7 cm de largo, ápice agudo, nervio central en el lado superior, un surco continuo y poco profundo. Conos masculinos en grupos de tres a diez en pedúnculos de 1,5-2,5 cm de largo, cada cono de hasta 1 cm de largo. Conos de semillas axilares, solitarios, de color rojo púrpura cuando están maduros; semilla globosa, de 5–8 mm de largo.